# Маркова Волица
Маркова Волица (укр. Маркова Волиця) — село на Украине, основано в 1480 году, находится в Попельнянском районе Житомирской области.
Код КОАТУУ — 1824786202. Население по переписи 2001 года составляет 234 человека. Почтовый индекс — 13500. Телефонный код — 4137. Занимает площадь 1,374 км².